# Pałac II WSG Bydgoszcz
Pałac II WSG Bydgoszcz – polska kobieca drużyna siatkarska, będąca sekcją klubu sportowego Pałac Bydgoszcz z Bydgoszczy, grająca częściowo pod egidą Wyższej Szkoły Gospodarki w Bydgoszczy (stąd skrót WSG w nazwie).